# 細川輝經
細川輝經（生年不詳－卒年不詳）是日本戰國時代至安土桃山時代的武將。細川氏一族，細川奧州家當主。父親是細川晴經。細川忠興的養父。

## 生平
細川奧州家是在日本南北朝時代中與宗家足利尊氏一同作戰的細川顯氏的子孫。在戰國時代，當主由將軍家第13代將軍足利義輝賜予偏諱，於是改名為輝經。收細川藤孝的長男忠興為養子，與藤孝和一色藤長等人一同成為將軍家的近臣，後來仕於義輝的弟弟義昭，在義昭被織田信長流放後，亦與其他幕臣一同跟隨義昭，前往備後鞆之浦。
此後成為養子忠興的重臣‧輝經的義弟松井康之的客將。在關原之戰前在大坂細川邸中保護忠興的妻子玉子。擔任丹後久美濱城的守將，但是在戰後被當作西軍的內通而被命令切腹。